# Такі дрібниці
«Такі дрібниці» (англ. Small Things Like These) — ірландсько–бельгійська історична драма 2024 року, режисера Тіма Мілантса, адаптована Ендою Уолшем за однойменним романом Клер Кіган 2021 року. У фільмі зіграли Кілліан Мерфі (який також є продюсером), Ейлін Уолш, Мішель Фейрлі, Емілі Вотсон, Клер Данн і Хелен Бехан. Спільне виробництво між Ірландією та Бельгією, його сюжет зосереджений на сумнозвісних пральнях Магдалини в Ірландії.
Світова прем'єра фільму «Такі дрібниці» відбулася на 74-му Берлінському міжнародному кінофестивалі 15 лютого 2024 року, а в Ірландії та Великій Британії він вийшов 1 листопада 2024 року. В український прокат фільм вийшов 3 квітня 2025 року. Він отримав позитивні відгуки критиків. 

## Сюжет
Наближається Різдво 1985 року. Торговець вугіллям Білл Ферлонг, який вважається справедливим і працьовитим чоловіком з ірландського містечка Нью-Росс, є батьком п'яти дівчаток. У спогадах Білл повертається до свого важкого дитинства, коли він був сином молодої матері-одиначки, яку сім'я вигнала, але їй дозволили працювати на місіс Вілсон, заможну та незалежну землевласницю. Одного разу він відправляється з поставками раніше, ніж очікувалося. Коли він відкриває вугільний сарай місцевого монастиря, він виявляє дівчинку-підлітка Сару, замкнену в сараї при морозній температурі. Дівчина каже, що через п'ять місяців їй доведеться народжувати там. Білл приводить Сару в монастир, де черниці вдають, що піклуються про неї. Сару та Білла ведуть у затишний кабінет сестри Мері, настоятельки монастиря. Тут Сара відчуває себе змушеною неправдиво стверджувати, що її зачинили в сараї інші дівчата під час гри в хованки.
Після того, як Сару забирають, сестра Мері зловісно запитує Білла про його сім'ю, оскільки і дружина Білла Ейлін, і старша донька Білла Кетлін відвідували школу, якою керували черниці. Вона рішуче натякає, що якщо він розкаже про те, що бачив, вона може заборонити його молодшим дочкам відвідувати школу. Потім вона пише різдвяну листівку, вставляє в картку «подарунок» готівкою, пише на конверті «Ейлін», запечатує конверт і дарує його Біллу. Білл бере його та повертається додому ще більш стурбованим, ніж раніше, не віддавши конверт Айлін. Пізніше Ейлін запитує Білла про картку, оскільки вона зустріла сестру Мері, яка розповіла їй про це. Білл віддає запечатаний конверт Айлін, яка здивована виявивши «подарунок» і дивується, чому Білл не дав конверт їй, питання, яке він відхиляє, кажучи, що забув.
Пізніше Білл відвідує місцевий паб, власниця якого, місіс Кехо, радить Біллу «дотримуватися лінії» і не говорити про монастир і те, що відбувається, через суспільний вплив черниць. Одного вечора Білл йде купувати своїй дружині різдвяний подарунок, на який вона раніше відверто йому натякнула і дорогою додому бачить подарунок, який він хотів у дитинстві, але так і не отримав бажане від Санти. Потім він йде до монастиря та відкриває вугільний сарай, так ніби його вела впевненість у тому, що на цьому місті знову буде знайдена бідолашна Сара. Білл турботливо допомогає подолати її зломлений дух, викликаний чи то страхом, чи байдужістю до ситуації, в якій герої стрічки себе відчували - і рішуче виводить її з сараю та з території монастиря. Повільно проходячи у знайомих на виду, він зрештою несе знесилену дівчину додому. Білл вітає її у вогнищі своєї родини, нарешті посміхаючись, щоб показати їй, що вона в безпеці.
Фільм завершується присвятою жінкам-жертвам та їх дітям, яких в них були відібрані притулком Магдалини, які працювали з 1922 по 1998 рік.

## Акторський склад
- Кілліан Мерфі в ролі Білла Ферлонга[4], торговця вугіллям
  - Луї Кірван — молодий Білл[5]
- Ейлін Волш[en] — Ейлін Ферлонг[4], дружина Білла
- Мішель Фейрлі — місіс Вілсон[4]
- Емілі Вотсон — сестра Мері[4], настоятелька монастиря[en]
- Клер Данн[en] — сестра Кармел[4]
- Гелен Бехан[en] — місіс Кехо[4], власниця місцевого пабу
- Ліадан Данлі[d] — Кетлін Ферлонг[6], старша донька Білла
- Агнес О'Кейсі[en] — Сара Ферлонг[6], мати Білла
- Марк Маккенна в ролі Неда[6], батрака місіс Вілсон
- Зара Девлін[en] — Сара[6], молода жінка з монастиря

## Виробництво
У березні 2023 року повідомлялося, що Бен Аффлек і Метт Деймон спродюсують фільм через свою продюсерську компанію «Artists Equity», причому, як повідомляється, Деймон буде продюсувати разом з Дрю Вінтоном і Джеффом Робіновим, а Аффлек буде виконавчим продюсером разом з Кевіном Хеллораном і Майклом Джо. Кілліан Мерфі з'явиться у фільмі та продюсуватиме його разом з Аланом Молоні через їхню продюсерську компанію «Big Things Films». Було оголошено, що Кіаран Гайндс і Емілі Вотсон приєднаються до Мерфі в акторському складі. Стало відомо, що режисером проекту буде Тім Мілантс за сценарієм Енди Волш. Фільм — ірландського виробництва з додатковим фінансуванням від «Screen Ireland» і буде знятий спільно з «Wilder Content» у Бельгії.
Наприкінці 2022-го та на початку 2023-го «Irish Independent» повідомляв, що шукають місця для зйомок фільму за книгою в Нью-Россі, графство Вексфорд. «Deadline Hollywood» повідомив у березні 2023 року, що тривають основні зйомки, а зйомки в графстві Віклов триватимуть чотири тижні.

## Реліз
Світова прем'єра фільму відбулася 15 лютого 2024 року на 74-му Берлінському міжнародному кінофестивалі. У червні 2024 року «Lionsgate» придбала права на розповсюдження фільму в Північній Америці, Великій Британії та Ірландії, об'єднавшись із «Roadside Attractions» для американського релізу. Він був випущений в Ірландії та Сполученому Королівстві 1 листопада 2024 року, а також у Сполучених Штатах — через тиждень, 8 листопада.

## Сприйняття

### Критика
Такі дрібниці отримав позитивні відгуки після релізу. На веб-сайті агрегатора рецензій Rotten Tomatoes 93 % із 98 відгуків критиків є позитивними із середнім рейтингом 7,8/10. Консенсус веб-сайту гласить: «Видатна акторська гра Кілліана Мерфі — ключова для Таких дрібниць, підносячи подекуди виснажливу історичну драму». Metacritic, який використовує середньозважену оцінку, поставив фільму оцінку 82 зі 100 на основі 28 критиків, вказуючи на «загальне визнання».
Бен Кролл з «TheWrap» назвав фільм «скромною перлиною». Пітер Бредшоу з «The Guardian» дав фільму чотири з п'яти зірок і описав його як «захоплюючу, віддану драму», заявивши: «Я був настільки захоплений, настільки заглибленим в цей фільм, що я не знав, що зараз буде кінць, поки екран не потьмянів до чорного кольору». Джеймс Моттрам з «Radio Times» також дав фільму чотири з п'яти зірок і назвав його «недооціненою драмою, мініатюрною за масштабом, але не амбіціями». Тім Робі з «The Telegraph» описав його як «скромну ірландську драму, ще більше просякнуту смутком, ніж випливає з логлайну, і з гіпнотичною витонченістю поставлену дуже особливим Кілліаном Мерфі». Гай Лодж з «Variety» високо оцінив гру Мерфі, описавши його як «живу емоційну течію» фільму та сказавши, що Такі дрібниці базується як на його мовчанні, так і на його хвилюванні як актора".
Девід Руні з «The Hollywood Reporter» назвав фільм зворушливою, «похмурою, неквапливою драмою» та високо оцінив гру Мерфі та Вотсон. Джонатан Ромні з «Screen Daily» підкреслив гру Мерфі, режисуру Мілантса та текст Уолша, який «значною мірою вірний» оригінальному роману. Рейчел Пронгер з «IndieWire» назвала фільм «витонченою, по-справжньому глибокою перлиною» та високо оцінила сценарій Уолша та гру Мерфі, Уотсона та Волш. Стефані Банбері з «Deadline Hollywood» поскаржилася на відсутність у фільмі «драматичного напруження», але високо оцінила гру Вотсон. Пишучи для «RogerEbert.com», Роберт Деніелс зазначив, що фільм має «багатообіцяючий засновок, який трохи втрачає силу в останні півгодини».

## Нагороди і номінації
| Нагорода                              | Дата              | Категорія                                   | Отримувач(-і)      | Результат | Прим.  |
| ------------------------------------- | ----------------- | ------------------------------------------- | ------------------ | --------- | ------ |
| Берлінський міжнародний кінофестиваль | 25 лютого 2024    | Золотий ведмідь                             | Такі дрібниці      | Номінація | [ 25 ] |
| Берлінський міжнародний кінофестиваль | 25 лютого 2024    | Найкраща роль другого плану                 | Емілі Вотсон       | Перемога  | [ 26 ] |
| Camerimage                            | 23 листопада 2024 | Золота жаба за найкращу операторську роботу | Франк ван ден Іден | Номінація | [ 27 ] |